# Castronno
Castronno est une commune italienne de la province de Varèse dans la région Lombardie en Italie.

## Toponyme
Sa provenance est incertaine, mais pourrait renvoyer au latin castrum : château ou forteresse, avec l'augmentatif -on; soit le nom de personne Castronna.

## Administration
| Période                                  | Période  | Identité       | Étiquette | Qualité    |
| ---------------------------------------- | -------- | -------------- | --------- | ---------- |
| 8/6/2009                                 | En cours | Luciano Grandi | Lega Nord | mécanicien |
| Les données manquantes sont à compléter. |          |                |           |            |

### Hameaux
Cascine Maggio, Sant'Alessandro, Castellazzo, Monte Roncaccio

### Communes limitrophes
| Brunello |           | Morazzone        |
| Sumirago | Castronno |                  |
|          | Albizzate | Caronno Varesino |

## Jumelage
- Ronneburg (Allemagne) depuis le 26 juillet 2015[2]